# Вандомська площа
Вандомська площа (фр. Place Vendôme), раніше площа Людовика Великого (Place Louis le Grand) — одна з «п'яти королівських площ» Парижа. Метро: лінії 3, 7, 8, станція Opéra.

## Історія
Розташована в 1-му муніципальному окрузі Парижа, неподалік від Паризької опери. Спланована в 1699 році за проєктом архітектора Жюля Ардуен-Мансара на честь Людовіка XIV, назву отримала від палацу Сезара де Вандома. Однорідні будівлі в стилі класицизму, що оточують площу, було закінчено до 1720 року.
На початку площа була класичним квадратом з будівель і в центрі — статуя монарха на коні. Будівництво почалося з поставлення монумента. Він відрізнявся величезною помпезною перукою. Модель скульптури досі зберігається в російському Ермітажі. Тільки після цього почалася забудова периметра площі будівлями.
Фінансували будівництво державним коштом, і на певному етапі виділення грошей припинилося. Мансару довелося терміново здешевлювати проєкт. Він зробив це з великою винахідливістю. По-перше, змінив форму площі, зрізавши кути, а по-друге, замінив горища житловими поверхами зі стелею за формою даху. Простіше кажучи, Мансар придумав новий архітектурний елемент — ті самі знамениті мансарди.
За часів Великої Французької революції зі статуєю самодержця безжально розправилися, її скинули з п'єдесталу і перетопили. У роки правління Наполеона I на порожньому п'єдесталі встановили колону, що свідчить про воєнні перемоги. При народженні вона отримала ім'я Аустерліцька, але потім її перейменували.

## Визначні місця
У центрі Вандомській площі встановлена 44-метрова Вандомська колона зі статуєю Наполеона нагорі, виконана за зразком римської колони Траяна.
На західній частині площі під № 15 розташований розкішний готель «Ріц», заснований 1898 року Сезарем Ріцем. З 1979 року «Ріц» належить Єгипетському мільярдерові Мохамеду аль-Фаєду, батькові загиблого разом з принцесою Діаною Доді аль-Фаєда. Серед інших відомих людей, що зупинялися в готелі «Ріц» — графиня ді Кастильйоне та Коко Шанель (прожила там останні 37 років життя), Ернест Хемінгуей, Чарлі Чаплін, Марсель Пруст інші.
1849 року в будинку № 12 помер Фредерік Шопен. У цьому самому будинку Наполеон III познайомився зі своєю майбутньою дружиною Євгенією.
На Вандомській площі розташовано багато дорогих бутіків, зокрема ювелірних, наприклад, Chanel, бутики Cartier та Chaumet.

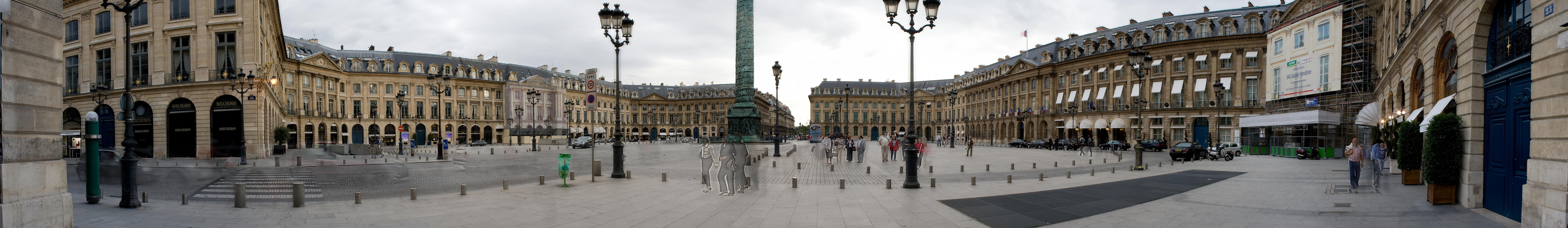
Панорамний вид Вандомської площі